# Arcuatopterus
Arcuatopterus là chi thực vật có hoa trong họ Apiaceae.